# Joseph B. McDevitt
Joseph Bryant McDevitt (* 22. Dezember 1918 in McGehee, Arkansas; † 26. Februar 2006) war ein US-amerikanischer Konteradmiral der US Navy, der unter anderem zwischen 1968 und 1972 Judge Advocate General of the Navy war.
.

## Leben
McDevitt absolvierte zunächst ein grundständiges Studium an der University of Illinois, das er mit einem Bachelor of Arts (B.A.) abschloss. Ein postgraduales Studium der Rechtswissenschaften an der University of Illinois beendete er mit einem Bachelor of Laws (LL.B.). Er war ebenfalls Absolvent 1958 der School of Naval Warfare des Naval War College in Newport.
McDevitt war in verschiedenen juristischen Funktionen des Judge Advocate General’s Corps in der US Navy tätig und unter anderem im Stabsdienst beim Vereinigten Generalstab JCS (Joint Chiefs of Staff) sowie Direktor der Abteilung für Internationales Recht im Büro des Judge Advocate General’s Corps. Später fungierte er als Chefrechtsberater des Oberbefehlshabers der US-Pazifikflotte.
Am 4. Januar 1968 wurde McDevitt zum Konteradmiral befördert und seit dem 1. April 1968 Nachfolger von Konteradmiral Wilfred Asquith Hearn als Judge Advocate General of the Navy und damit höchster Jurist der US-Marine. Diese Funktion bekleidete er vier Jahre lang bis zum 31. März 1972 und wurde dann von Konteradmiral Merlin Howard Staring abgelöst.

## Veröffentlichungen
- New Issues and New Interest in the Law of the Sea. A Lecture devilvered at Naval War College, 14. October 1968, in: Naval War College Review, Januar 1969, S. 1–17